# نماد (زیست‌شناسی)
در زیست شناسی، نماد یا مونه یا نمونه (به انگلیسی: Type) عبارت است از یک نمونه مشخص (یا در برخی موارد مجموعه‌ای از نمونه‌ها) از یک جاندار که نام مشخص آن جاندار به صورت رسمی مرتبط به آن است.

## گزین‌نماد
گزین‌نماد: (به انگلیسی: lectotype) نمونه‌ای انتخاب شده به عنوان نمونه‌ای از یک گونه یا زیرگونه، هنگامی که توصیف‌کننده علمی نام گونه، توانایی شناسیی آن را ندارد.

## پراگزین‌نماد
پراگزین‌نماد: (به انگلیسی: Paralectotype) هر نوع گونه باقی‌مانده پس از مشخص کردن گزین‌نماد.

## تام‌نماد
تام‌نماد: (به انگلیسی: holotype) گونه زیستی تک که به وسیله توصیف‌کننده علمی آن به عنوان نوع یک گونه یا آرایه خردتر در هنگام جایگزین کردن گروه، مشخص شده‌است. به عبارت دیگر نوعی از یک گونه زیستی یا آرایه خردتر که در زمانی پس از جایگزینی یک گروه یا به وسیله یک شخص به استثناء توصیف‌کننده علمی مشخص شده‌است.